# Gora Beketova
Gora Beketova (englische Transkription von russisch Гора Бекетова Gora Beketowa) ist ein Nunatak im ostantarktischen Mac-Robertson-Land. In den Prince Charles Mountains ragt er nordwestlich des Dohle-Nunataks auf.
Russische Wissenschaftler benannten ihn. Der weitere Benennungshintergrund ist nicht hinterlegt.